# Spottkopp
Se även: Spottkoppen vid Stockholms centralstation

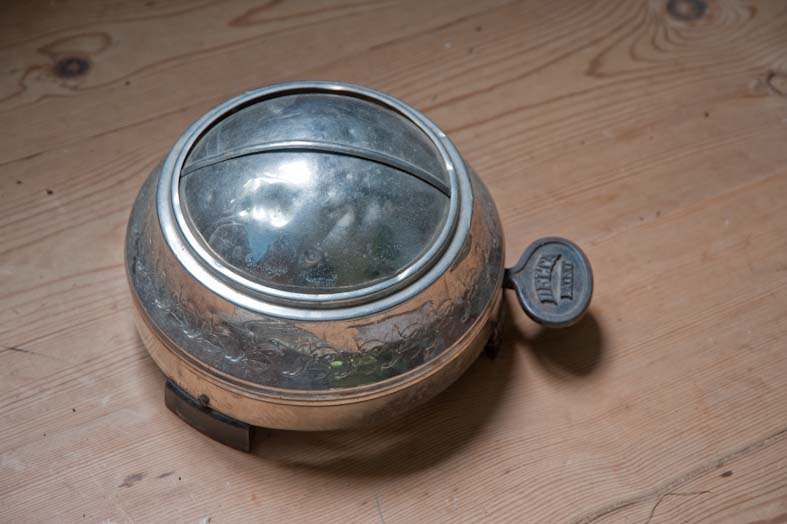
Spottkopp från Ystegården i Hudiksvall, avsedd att stå på golvet med en pedal för att öppna den.

En spottkopp är ett kärl avsett att spotta i. 
Spottkoppar var vanliga fram till 1940-talet, där framför allt män spottade ut överflödig saliv orsakat av snus och tuggtobak.   
Inuti kärlet placerades ofta granris. Spottkoppar i mässing blev en storsäljare i Sverige för Skultuna Messingsbruk AB när golven på mitten av 1800-talet började täckas av trasmattor. 
Större spottkoppar med exempelvis granris eller grus i benämndes spottlådor.
Idag används spottkoppar främst i samband med vinprovning eller provning av andra alkoholhaltiga drycker.